# Alkoreksja
Alkoreksja, drunkoreksja, anoreksja alkoholowa – behawioralne zaburzenie odżywiania polegające na ograniczaniu ilości przyjmowanych pokarmów, celem zwiększenia możliwości spożywania alkoholu bez obawy o zwiększenie przyrostu masy ciała. Termin został wprowadzony po raz pierwszy w 2008 i nie został dotąd formalnie sklasyfikowany jako złożone zaburzenie odżywiania. W 2011 Victoria Osborne z Uniwersytetu Missouri poddała alkoreksję pierwszym badaniom naukowym.

## Charakterystyka
W alkoreksji, oprócz ograniczania ilości spożywanego jedzenia, używane są niekiedy środki wspomagające utratę wagi ciała, np. przeczyszczające, czy diuretyczne. Osoba, według własnego mniemania, ogranicza przyrost kalorii, które może wykorzystać na spożycie alkoholu. Zaburzenie w tym kontekście obejmuje więc dwa obszary dysfunkcji – nadmierne spożywanie alkoholu i zaburzenia przyjmowania pokarmów. W przeciwieństwie do anorektyków redukcja masy ciała nie jest celem samym w sobie, chodzi o uwolnienie się od wyrzutów sumienia, że przybierze się na wadze po spożyciu alkoholu. Zachowania alkorektyczne pojawiają się głównie przed planowanym spożywaniem alkoholu. Niektórzy naukowcy podkreślają, że alkoreksja jest zaburzeniem odżywiania połączonym z alkoholizmem. 
Alkoreksja dotyka najczęściej kobiet (młodych i nastolatek) i szczególnie rozpowszechniona jest w środowiskach szkolnych oraz akademickich. Przyczyną występowania jest szeroko obecny w świadomości społecznej kult pięknego ciała. Podejrzewa się, iż na rozwój zaburzenia wpływ mają czynniki osobowościowe, sytuacyjne i biologiczne. Ryzyko wystąpienia zwiększa się u osób o niskiej samoocenie i dążeniu do perfekcji. Profesor Adam Barry z Uniwersytetu Stanu Floryda wskazał na kampusy uniwersyteckie jako najczęstsze miejsce inicjacji procesów alkorektycznych. W 2016 Research Society on Alkoholism opublikowało wstępne wyniki badań 1184 studentów z Uniwersytetu w Houston, z których wynika, że u osób nadmiernie pijących alkohol aż osiem z dziesięciu, przynajmniej raz na miesiąc przejawiło praktyki alkorektyczne.
Alkoreksji sprzyjają kampanie reklamowe promujące zalety picia alkoholu bez problemu przybierania na wadze (szczupłe kobiety, smukłe puszki i butelki, piwa niskokaloryczne, alkohole kojarzone ze sportem i treningiem).

## Skutki i leczenie
Alkorektyk pozostaje w sytuacji bez wyjścia, ponieważ alkohol nie dostarcza organizmowi składników odżywczych, a także nie powoduje uczucia sytości, wzmaga natomiast apetyt i chęć jedzenia. Alkoreksja może zatem przybierać formę bulimii. Osoba narażona jest na niedobór witamin z grupy B i składników odżywczych. Dłuższy brak zapobiegania zaburzeniom może prowadzić do osteopenii, powikłań krążeniowych oraz chorób układu krwiotwórczego. Narastać może niedożywienie i odwodnienie. W skrajnych przypadkach może dojść do uszkodzenia trzustki, wątroby i dolegliwości w obrębie układu pokarmowego. Stały lęk i odczuwanie presji może prowadzić do depresji i nerwic. Narastają również niekorzystne konsekwencje społeczne (osamotnienie, utrata pracy i znajomych, agresja i inne).
Leczenie odbywa się w drodze psychoterapii i usuwania powstałych skutków somatycznych.